# エフゲニー・ニキーチン
エフゲニー・イゴーレヴィチ・ニキーチン（ロシア語:Евгений Игоревич Никитин、ラテン文字転写の例:Yevgeny Igorevich Nikitin, 1973年 - ）は、ロシアの歌手（バス・バリトン）。ラテン文字転写の表記の例としては、ほかに Evgeny Nikitin がある。
顔を除く全身にタトゥーを描く個性的な風貌で、まるで7フィート（213センチメートル）もあるかにみえる体躯を持つ。ヴァレリー・ゲルギエフ率いるマリインスキー劇場を拠点としてワーグナー作品やロシア・オペラの諸役などを主要レパートリーとして活躍。2012年度のバイロイト音楽祭にも出演が予定されていたが、開幕直前になってタトゥーの中にナチのシンボルであるハーケンクロイツが描かれていたことが発覚し、開幕が迫る音楽祭から「追放」されるスキャンダルを引き起こした。

## 来歴
エフゲニー・イゴーレヴィチ・ニキーチンは1973年、ソビエト連邦のムルマンスクに生まれる。ロシア連邦軍からの徴兵を避けるため、歌手を志した。父親のつてを頼って1992年にサンクトペテルブルク音楽院に進むが、兵役の2年分が免除される音楽院時代のニキーチンはクラシック音楽以外のことに興味を持とうとしていた。しかし、ゲルギエフがニキーチンの才能を認めたこともあって、23歳で卒業後にマリインスキー劇場とソリストとして契約した。マリインスキー劇場に入りたてのころ、ニキーチンは相変わらず「古典的」なことにはあまりなじめなかったものの、当時ゲルギエフが繰り返し上演していたワーグナーの諸作品で端役を立て続けに演じているうちに、ワーグナーの虜になっていった。ニキーチンは、1996年にサンクトペテルブルクで行われたプスコフスキー国際オペラシンガーコンクールで優勝し、2年後の1998年にはリムスキー＝コルサコフ国際ヤングオペラシンガーコンクールとチャイコフスキー国際コンクール声楽部門（男声）で、ともに入賞を果たす。2002年にはプロコフィエフ『戦争と平和』のドーロホフでメトロポリタン歌劇場（メト）にデビュー。メトでは他にプッチーニ『ラ・ボエーム』のコリーネ、ワーグナー『ニュルンベルクのマイスタージンガー』のポーグナー、『ラインの黄金』のファーゾルトおよびリヒャルト・シュトラウス『エレクトラ』のオレストを歌っている。
メト以外においても、ヨーロッパやメトを除くアメリカ、日本、韓国などで公演を行い、2005年にはパリ・シャトレ座にルビンシテイン『デーモン』の表題役で初出演。パリにおいては同じくシャトレ座でムソルグスキー『ボリス・ゴドゥノフ』の表題役、パリ国立オペラでリヒャルト・シュトラウス『サロメ』のヨカナーン、ワーグナー『パルジファル』のクリングゾルなどを演じた。また、バーデン＝バーデン、トロント、ライプツィヒなどの音楽都市やエクサン・プロヴァンス音楽祭、BBCプロムス、シュレースヴィヒ＝ホルシュタイン音楽祭といった音楽祭にも登場。ロリン・マゼールやクリストフ・エッシェンバッハ、サイモン・ラトルといった指揮者のもとでヨカナーンやワーグナー『さまよえるオランダ人』のオランダ人、『パルジファル』のアンフォルタス、クリングゾルなどを歌った。オペラ以外においてもマーラーの交響曲第8番やベートーヴェンの交響曲第9番のソリストを務めた。故郷ロシアのマリインスキー劇場への出演も欠かさず、ワーグナー作品やロシア・オペラのほか、モーツァルトの『フィガロの結婚』や『ドン・ジョヴァンニ』のそれぞれの表題役をも占めている。日本へは2011年のバイエルン国立歌劇場来日公演で『ローエングリン』のフリードリヒ・フォン・テルラムント伯爵を、2012年3月の新国立劇場における『さまよえるオランダ人』でオランダ人を歌うなど、複数回来日している。

## いわゆるタトゥー問題
2012年のバイロイト音楽祭、ニキーチンは「音楽祭初のロシア人歌手」の栄誉をもって『さまよえるオランダ人』のオランダ人を歌うことになっていた。ニキーチンとバイロイトのつながりは2010年ごろにヴォルフガング・ワーグナーの長女カタリーナ・ワーグナーと指揮者のクリスティアン・ティーレマンからミュンヘンでのオーディションに招待されたのが初めてであり、音楽祭直前のインタビューでは、バイロイトへの出演は自分にとって難しい試験であり非常に緊張していると語った。また、自身のタトゥーはパスポート代わりだとも述べ、バイロイトではタトゥーをすべて衣装で覆い隠すから大丈夫であろうとも述べていた。
ところが、音楽祭の開幕を5日後に控えた7月20日、ZDFの番組で「ヘヴィメタルのバイロイト - ロッカーのオペラ・スター」と銘打ったニキーチンの特集番組を放送したところ、番組で使われていた2006年ごろに撮られたプライベート映像に映るニキーチンの胸にハーケンクロイツを仕込んだタトゥーがあることが発覚し、一大騒動に発展した。突然沸き立った騒動に対してニキーチンは、タトゥーは1989年から1991年ごろにかけて北欧神話などを題材にして彫ったこと、自分はナチ・シンパでもなければネオナチでもないこと、現在は別の彫り物で消していることを釈明した。しかし、バイロイト音楽祭ではヴィニフレート・ワーグナーとアドルフ・ヒトラーが濃厚な関係であったがゆえにナチの牙城の一つとして祭り上げられた反省から、ナチ関連の事項に関しては敏感であった。バイロイトに限らずとも、ドイツやヨーロッパではナチを連想させるものは、基本的にタブーである。
最終的にニキーチンはカタリーナやエーファ・ワーグナー・パスキエなど主催者側やマネージャーとの協議の結果、開幕が迫った音楽祭から身を引くこととなり、代役には急遽韓国出身のバリトンであるサミュエル・ユンが立てられることとなった。音楽祭広報を通じてニキーチンはバイロイトとナチの関係については不勉強で無知であり、タトゥーを彫ったのは若気の至りであったと謝罪した上で、音楽祭から去っていった。騒動について、オーディションの上ニキーチンの起用を決めた一人のティーレマンは、「ハーケンクロイツはバイロイトでもオーストラリアでも駄目だ。ナチを連想させる軍服なども見たくない。うんざりする」と述べた上で、ニキーチンがタトゥーについて曖昧な態度をとったため大騒動に発展したのであり、ニキーチンの釈明に関しても「真実を語っていない」と斬って捨てた。

## 主要レパートリー
脚注なきものは、マリインスキー劇場の公式サイトによる。
- グリンカ『ルスランとリュドミラ』：ルスラン
- ムソルグスキー『ボリス・ゴドゥノフ』：ボリス、アンドレイ・シチェルカーロフ、ランゴーニ
- ムソルグスキー『ホヴァーンシチナ』：フョードル・シャクロヴィートゥイ
- ボロディン『イーゴリ公』：イーゴリ公、ヴラディーミル・ヤロスラーヴィチ
- ルビンシテイン『デーモン』：デーモン
- チャイコフスキー『エフゲニー・オネーギン』：エフゲニー・オネーギン
- チャイコフスキー『スペードの女王』：トムスキー
- チャイコフスキー『イオランタ』：エブン・ハキア
- ラフマニノフ『アレコ』：アレコ
- リムスキー＝コルサコフ『皇帝の花嫁』：グリゴリー・グリャズノイ
- リムスキー＝コルサコフ『見えざる街キーテジと乙女フェヴローニヤの物語』：グースリ奏者
- ストラヴィンスキー『エディプス王』：クレオン、語り手
- プロコフィエフ『戦争と平和』：ドーロホフ
- プロコフィエフ『セミョーン・カトコ』：レメニュク
- ショスタコーヴィチ『ムツェンスク郡のマクベス夫人』：警視総監
- ヴェルディ『マクベス』：バンコ
- ヴェルディ『椿姫』：ドゥフォール男爵
- ヴェルディ『ドン・カルロ』:フィリッポ2世
- ヴェルディ『オテロ』：ロドヴィーコ
- プッチーニ『ラ・ボエーム』：コリーネ
- サン＝サーンス『サムソンとデリラ』：ダゴンの大神官
- モーツァルト『フィガロの結婚』：フィガロ
- モーツァルト『ドン・ジョヴァンニ』：ドン・ジョヴァンニ
- ベートーヴェン『フィデリオ』：ドン・ピサロ
- ワーグナー『さまよえるオランダ人』：オランダ人
- ワーグナー『ローエングリン』：ハインリヒ王、フリードリヒ・フォン・テルラムント伯爵、ヘラルド王
- ワーグナー『ニュルンベルクのマイスタージンガー』：ポーグナー
- ワーグナー『ニーベルングの指環』：ヴォータン、ファーゾルト、さすらい人[3]、グンター
- ワーグナー『パルジファル』：アンフォルタス、クリングゾル
- リヒャルト・シュトラウス『サロメ』ヨカナーン
- リヒャルト・シュトラウス『エレクトラ』オレスト

## 主なディスコグラフィ・フィルモグラフィ
- ムソルグスキー『ボリス・ゴドゥノフ』（ランゴーニ）：ヴラディーミル・ヴァネーエフ、ヴラディーミル・ガルージン、オルガ・ボロディナ：ゲルギエフ指揮：1997年マリインスキー劇場：Philips PHCP 11178-82（CD）[5][13]
- プロコフィエフ『セミョーン・カトコ』（レメニュク）：イリーナ・マタエヴァ、ボロディナ、エフゲニー・ストラシュコ：ゲルギエフ指揮：2000年マリインスキー劇場：House of Opera CD 649（CD）[5][14]
- ワーグナー『ローエングリン』（ヘラルド王）：ヨナス・カウフマン、アニャ・ハルテロス、ヴォルフガング・コッホ：ケント・ナガノ指揮：2009年バイエルン国立歌劇場：Decca - 0743387（DVD）[15]
- ワーグナー『パルジファル』（アンフォルタス）：ガリー・ラーマン、ヴィオレッタ・ウルマナ、ルネ・パーペ：ゲルギエフ指揮：2009年6月マリインスキー劇場：Mariinsky - MAR0508（SACD）[16]
- マーラー 交響曲第8番：ゲルギエフ指揮ロンドン交響楽団：2009年：LSO Live: LSO0669（SACD）[17]